# Nawaf Al-Khaldi
Nawaf Al-Khaldi (Koeweit-Stad, 25 mei 1981) is een Koeweits voetballer, die sinds 2001 onder contract staat bij Qadsia SC en daarmee speelt in de nationale competitie. In 2000 maakte hij zijn debuut in het Koeweits voetbalelftal. Al-Khaldi speelt als doelman.

## Clubcarrière
Al-Khaldi begon zijn carrière in het betaald voetbal bij de Koeweitse club Khaitan SC. Nadat hij daar tot 1995 op jeugdniveau gespeeld had, stroomde hij daarna door naar de A-selectie. Zes seizoenen lang speelde hij vervolgens bij de club uit Koeweit-Stad, waarin nooit een toppositie in de competitie behaald werd; Al-Khaldi speelde zijn laatste seizoen voor Khaitan ook in de tweede divisie van Koeweit. In 2001 maakte hij de overstap naar Qadsia SC, de club die vanaf het seizoen 2002/03 bijna alle nationale titels zou winnen. Hoewel Al-Khaldi de eerste twee seizoenen vrijwel geen speeltijd kreeg, deelde hij wel mee in de dubbelslag die door Qadsia geslagen werd. De club bezorgde zichzelf zowel de landstitel als de bekerwinst. Al-Khaldi bleef sinds 2003 vrijwel voortdurend eerste doelman van Qadsia SC en week niet meer uit naar andere clubs. Sindsdien won hij nog acht landstitels en zes bekertoernooien.

## Interlandcarrière
Nawaf Al-Khaldi werd in de eerste dagen van het tweede millennium voor het eerst opgeroepen voor het Koeweits voetbalelftal. Op achttienjarige leeftijd speelde hij zijn eerste interland voor Koeweit: een wedstrijd in het kwalificatietoernooi voor het Aziatisch kampioenschap voetbal 2000 tegen Nepal (5–0 winst). In januari 2002 speelde Al-Khaldi zijn eerste interlandtoernooi, de Gulf Cup of Nations: viermaal werd hij opgesteld. In die vier duels werd hij vijfmaal gepasseerd. In de daaropvolgende jaren speelde Al-Khaldi naast oefeninterlands ook in het Arabisch kampioenschap, kwalificatietoernooien voor het Aziatisch kampioenschap en vijf edities van de Gulf Cup. Pas na acht jaar – en 39 interlands – speelde hij zijn eerste interland onder directe auspiciën van de wereldvoetbalbond FIFA. De kwalificatiewedstrijd voor het wereldkampioenschap voetbal 2010 in en tegen Syrië eindigde in een 0–1 nederlaag. Uiteindelijk speelde Nawaf Al-Khaldi drie interlands in het kwalificatietoernooi voor het kampioenschap in 2010; voor het eindtoernooi in 2014 kwam hij in alle kwalificatiewedstrijden in actie (achtmaal). In de derde ronde kwam Koeweit uiteindelijk twee doelpunten tekort: nederlagen tegen Libanon (11 november 2011, 0–1) en Zuid-Korea (29 februari 2012, 0–2) dwarsboomden promotie naar de vierde en laatste ronde. In 2011 nam Al-Khaldi met Koeweit deel aan het Aziatisch kampioenschap; het Koeweits elftal verloor echter achtereenvolgens van China, Oezbekistan en Qatar en trok puntloos terug naar huis.
Nawaf Al-Khaldi speelde op 6 september 2013  tegen Noord-Korea zijn honderdste interlandwedstrijd voor zijn land. Het vriendschappelijke duel eindigde in een 2–1 overwinning. Al-Khaldi stond eind 2014 op de 132ste positie van voetballers met de meeste gespeelde interlands achter hun naam, samen met onder meer Steven Gerrard (Engeland), Xabi Alonso (Spanje) en Björn Nordqvist (Zweden). Zij speelden voor hun land tot op dat moment 114 interlands.
| Interlands van Nawaf Al-Khaldi voor Koeweit | Interlands van Nawaf Al-Khaldi voor Koeweit | Interlands van Nawaf Al-Khaldi voor Koeweit | Interlands van Nawaf Al-Khaldi voor Koeweit | Interlands van Nawaf Al-Khaldi voor Koeweit | Interlands van Nawaf Al-Khaldi voor Koeweit | Interlands van Nawaf Al-Khaldi voor Koeweit |
| №                                           | Datum                                       | Wedstrijd                                   | Uitslag                                     | Soort wedstrijd                             | Doelpunten                                  |                                             |
| Als speler bij Khaitan SC                   | Als speler bij Khaitan SC                   | Als speler bij Khaitan SC                   | Als speler bij Khaitan SC                   | Als speler bij Khaitan SC                   | Als speler bij Khaitan SC                   | Als speler bij Khaitan SC                   |
| ------------------------------------------- | ------------------------------------------- | ------------------------------------------- | ------------------------------------------- | ------------------------------------------- | ------------------------------------------- | ------------------------------------------- |
| 1.                                          | 18 februari 2000                            | Koeweit – Nepal                             | 5 – 0                                       | Kwalificatie AK 2000                        | 0                                           |                                             |
| Als speler bij Qadsia SC                    |                                             |                                             |                                             |                                             |                                             |                                             |
| 2.                                          | 29 november 2001                            | Oman – Koeweit                              | 1 – 1                                       | Vriendschappelijk                           | 0                                           |                                             |
| 3.                                          | 29 december 2001                            | Koeweit – Syrië                             | 0 – 0                                       | Vriendschappelijk                           | 0                                           |                                             |
| 4.                                          | 31 december 2001                            | Koeweit – Syrië                             | 2 – 2                                       | Vriendschappelijk                           | 0                                           |                                             |
| 5.                                          | 5 januari 2002                              | Koeweit – Zimbabwe                          | 3 – 0                                       | Vriendschappelijk                           | 0                                           |                                             |
| 6.                                          | 8 januari 2002                              | IJsland – Koeweit                           | 0 – 0                                       | Vriendschappelijk                           | 0                                           |                                             |
| 7.                                          | 16 januari 2002                             | Saoedi-Arabië – Koeweit                     | 1 – 1                                       | Golf Cup of Nations                         | 0                                           |                                             |
| 8.                                          | 19 januari 2002                             | Koeweit – Oman                              | 1 – 3                                       | Golf Cup of Nations                         | 0                                           |                                             |
| 9.                                          | 22 januari 2002                             | Bahrein – Koeweit                           | 0 – 0                                       | Golf Cup of Nations                         | 0                                           |                                             |
| 10.                                         | 26 januari 2002                             | Koeweit – Qatar                             | 0 – 1                                       | Golf Cup of Nations                         | 0                                           |                                             |
| 11.                                         | 9 mei 2002                                  | Duitsland – Koeweit                         | 7 – 0                                       | Vriendschappelijk                           | 0                                           |                                             |
| 12.                                         | 18 december 2002                            | Koeweit – Soedan                            | 1 – 0                                       | Arabisch kampioenschap                      | 0                                           |                                             |
| 13.                                         | 23 december 2002                            | Koeweit – Jordanië                          | 1 – 2                                       | Arabisch kampioenschap                      | 0                                           |                                             |
| 14.                                         | 25 december 2002                            | Koeweit – Palestina                         | 3 – 3                                       | Arabisch kampioenschap                      | 0                                           |                                             |
| 15.                                         | 18 december 2003                            | Libanon – Koeweit                           | 0 – 0                                       | Vriendschappelijk                           | 0                                           |                                             |
| 16.                                         | 3 juni 2004                                 | Koeweit – Syrië                             | 1 – 2                                       | Vriendschappelijk                           | 0                                           |                                             |
| 17.                                         | 26 augustus 2004                            | Bahrein – Koeweit                           | 0 – 0                                       | Vriendschappelijk                           | 0                                           |                                             |
| 18.                                         | 26 januari 2005                             | Koeweit – Syrië                             | 3 – 2                                       | Vriendschappelijk                           | 0                                           |                                             |
| 19.                                         | 2 februari 2005                             | Noord-Korea – Koeweit                       | 0 – 0                                       | Vriendschappelijk                           | 0                                           |                                             |
| 20.                                         | 12 maart 2005                               | Koeweit – Finland                           | 0 – 1                                       | Vriendschappelijk                           | 0                                           |                                             |
| 21.                                         | 18 maart 2005                               | Koeweit – Armenië                           | 3 – 1                                       | Vriendschappelijk                           | 0                                           |                                             |
| 22.                                         | 26 november 2005                            | Koeweit – Irak                              | 0 – 0                                       | Vriendschappelijk                           | 0                                           |                                             |
| 23.                                         | 3 februari 2006                             | Singapore – Koeweit                         | 2 – 2                                       | Vriendschappelijk                           | 0                                           |                                             |
| 24.                                         | 7 februari 2006                             | Koeweit – Jordanië                          | 2 – 1                                       | Vriendschappelijk                           | 0                                           |                                             |
| 25.                                         | 22 februari 2006                            | Libanon – Koeweit                           | 1 – 1                                       | Kwalificatie AK 2007                        | 0                                           |                                             |
| 26.                                         | 1 maart 2006                                | Koeweit – Bahrein                           | 0 – 0                                       | Kwalificatie AK 2007                        | 0                                           |                                             |
| 27.                                         | 16 augustus 2006                            | Australië – Koeweit                         | 2 – 0                                       | Kwalificatie AK 2007                        | 0                                           |                                             |
| 28.                                         | 6 september 2006                            | Koeweit – Australië                         | 2 – 0                                       | Kwalificatie AK 2007                        | 0                                           |                                             |
| 29.                                         | 11 oktober 2006                             | Koeweit – Litouwen                          | 1 – 0                                       | Vriendschappelijk                           | 0                                           |                                             |
| 30.                                         | 19 november 2006                            | Bahrein – Koeweit                           | 2 – 1                                       | Kwalificatie AK 2007                        | 0                                           |                                             |
| 31.                                         | 17 januari 2007                             | Koeweit – Jemen                             | 1 – 1                                       | Golf Cup of Nations                         | 0                                           |                                             |
| 32.                                         | 20 januari 2007                             | Koeweit – Oman                              | 1 – 2                                       | Golf Cup of Nations                         | 0                                           |                                             |
| 33.                                         | 23 januari 2007                             | Koeweit – Verenigde Arabische Emiraten      | 2 – 3                                       | Golf Cup of Nations                         | 0                                           |                                             |
| 34.                                         | 12 juni 2007                                | Koeweit – Egypte                            | 1 – 1                                       | Vriendschappelijk                           | 0                                           |                                             |
| 35.                                         | 16 januari 2008                             | Bahrein – Koeweit                           | 1 – 0                                       | Vriendschappelijk                           | 0                                           |                                             |
| 36.                                         | 24 januari 2008                             | Koeweit – Singapore                         | 0 – 2                                       | Vriendschappelijk                           | 0                                           |                                             |
| 37.                                         | 21 maart 2008                               | Koeweit – Irak                              | 0 – 0                                       | Vriendschappelijk                           | 0                                           |                                             |
| 38.                                         | 21 mei 2008                                 | Qatar – Koeweit                             | 1 – 1                                       | Vriendschappelijk                           | 0                                           |                                             |
| 39.                                         | 27 mei 2008                                 | Saoedi-Arabië – Koeweit                     | 2 – 1                                       | Vriendschappelijk                           | 0                                           |                                             |
| 40.                                         | 2 juni 2008                                 | Syrië – Koeweit                             | 1 – 0                                       | Kwalificatie WK 2010                        | 0                                           |                                             |
| 41.                                         | 8 juni 2008                                 | Koeweit – Syrië                             | 4 – 2                                       | Kwalificatie WK 2010                        | 0                                           |                                             |
| 42.                                         | 22 juni 2008                                | Iran – Koeweit                              | 2 – 0                                       | Kwalificatie WK 2010                        | 0                                           |                                             |
| 43.                                         | 30 december 2008                            | Verenigde Arabische Emiraten – Koeweit      | 0 – 0                                       | Vriendschappelijk                           | 0                                           |                                             |
| 44.                                         | 4 januari 2009                              | Oman – Koeweit                              | 0 – 0                                       | Golf Cup of Nations                         | 0                                           |                                             |
| 45.                                         | 7 januari 2009                              | Bahrein – Koeweit                           | 0 – 1                                       | Golf Cup of Nations                         | 0                                           |                                             |
| 46.                                         | 10 januari 2009                             | Koeweit – Irak                              | 1 – 1                                       | Golf Cup of Nations                         | 0                                           |                                             |
| 47.                                         | 14 januari 2009                             | Koeweit – Saoedi-Arabië                     | 0 – 1                                       | Golf Cup of Nations                         | 0                                           |                                             |
| 48.                                         | 28 januari 2009                             | Koeweit – Oman                              | 0 – 1                                       | Kwalificatie AK 2011                        | 0                                           |                                             |
| 49.                                         | 5 maart 2009                                | Australië – Koeweit                         | 0 – 1                                       | Kwalificatie AK 2011                        | 0                                           |                                             |
| 50.                                         | 17 maart 2009                               | Qatar – Koeweit                             | 1 – 0                                       | Vriendschappelijk                           | 0                                           |                                             |
| 51.                                         | 26 oktober 2009                             | Koeweit – Syrië                             | 1 – 0                                       | Vriendschappelijk                           | 0                                           |                                             |
| 52.                                         | 3 november 2009                             | Koeweit – Kenia                             | 5 – 0                                       | Vriendschappelijk                           | 0                                           |                                             |
| 53.                                         | 8 november 2009                             | Koeweit – China                             | 2 – 2                                       | Vriendschappelijk                           | 0                                           |                                             |
| 54.                                         | 14 november 2009                            | Koeweit – Indonesië                         | 2 – 1                                       | Kwalificatie AK 2011                        | 0                                           |                                             |
| 55.                                         | 18 november 2009                            | Indonesië – Koeweit                         | 1 – 1                                       | Kwalificatie AK 2011                        | 0                                           |                                             |
| 56.                                         | 16 december 2009                            | Koeweit – Verenigde Arabische Emiraten      | 0 – 0                                       | Vriendschappelijk                           | 0                                           |                                             |
| 57.                                         | 6 januari 2010                              | Koeweit – Australië                         | 2 – 2                                       | Kwalificatie AK 2011                        | 0                                           |                                             |
| 58.                                         | 16 februari 2010                            | Koeweit – Syrië                             | 1 – 1                                       | Vriendschappelijk                           | 0                                           |                                             |
| 59.                                         | 25 februari 2010                            | Koeweit – Bahrein                           | 4 – 1                                       | Vriendschappelijk                           | 0                                           |                                             |
| 60.                                         | 3 maart 2010                                | Oman – Koeweit                              | 0 – 0                                       | Kwalificatie AK 2011                        | 0                                           |                                             |
| 61.                                         | 7 september 2010                            | Verenigde Arabische Emiraten – Koeweit      | 3 – 0                                       | Vriendschappelijk                           | 0                                           |                                             |
| 62.                                         | 8 oktober 2010                              | Koeweit – Bahrein                           | 1 – 3                                       | Vriendschappelijk                           | 0                                           |                                             |
| 63.                                         | 14 november 2010                            | Koeweit – India                             | 9 – 1                                       | Vriendschappelijk                           | 0                                           |                                             |
| 64.                                         | 22 november 2010                            | Koeweit – Qatar                             | 1 – 0                                       | Golf Cup of Nations                         | 0                                           |                                             |
| 65.                                         | 25 november 2010                            | Saoedi-Arabië – Koeweit                     | 0 – 0                                       | Golf Cup of Nations                         | 0                                           |                                             |
| 66.                                         | 28 november 2010                            | Jemen – Koeweit                             | 0 – 3                                       | Golf Cup of Nations                         | 0                                           |                                             |
| 67.                                         | 2 december 2010                             | Irak – Koeweit                              | 2 – 2                                       | Golf Cup of Nations                         | 0                                           |                                             |
| 68.                                         | 5 december 2010                             | Koeweit – Saoedi-Arabië                     | 1 – 0                                       | Golf Cup of Nations                         | 0                                           |                                             |
| 69.                                         | 27 december 2010                            | Koeweit – Noord-Korea                       | 2 – 2                                       | Vriendschappelijk                           | 0                                           |                                             |
| 70.                                         | 31 december 2010                            | Koeweit – Zambia                            | 4 – 0                                       | Vriendschappelijk                           | 0                                           |                                             |
| 71.                                         | 8 januari 2011                              | China – Koeweit                             | 2 – 0                                       | Aziatisch kampioenschap                     | 0                                           |                                             |
| 72.                                         | 12 januari 2011                             | Koeweit – Oezbekistan                       | 1 – 2                                       | Aziatisch kampioenschap                     | 0                                           |                                             |
| 73.                                         | 16 januari 2011                             | Qatar – Koeweit                             | 3 – 0                                       | Aziatisch kampioenschap                     | 0                                           |                                             |
| 74.                                         | 29 maart 2011                               | Irak – Koeweit                              | 0 – 1                                       | Vriendschappelijk                           | 0                                           |                                             |
| 75.                                         | 6 juli 2011                                 | Koeweit – Oman                              | 1 – 1                                       | Vriendschappelijk                           | 0                                           |                                             |
| 76.                                         | 13 juli 2011                                | Koeweit – Irak                              | 2 – 0                                       | Vriendschappelijk                           | 0                                           |                                             |
| 77.                                         | 23 juli 2011                                | Koeweit – Filipijnen                        | 3 – 0                                       | Kwalificatie WK 2014                        | 0                                           |                                             |
| 78.                                         | 28 juli 2011                                | Filipijnen – Koeweit                        | 1 – 2                                       | Kwalificatie WK 2014                        | 0                                           |                                             |
| 79.                                         | 27 augustus 2011                            | Oman – Koeweit                              | 1 – 1                                       | Vriendschappelijk                           | 0                                           |                                             |
| 80.                                         | 2 september 2011                            | Verenigde Arabische Emiraten – Koeweit      | 2 – 3                                       | Kwalificatie WK 2014                        | 0                                           |                                             |
| 81.                                         | 6 september 2011                            | Koeweit – Zuid-Korea                        | 1 – 1                                       | Kwalificatie WK 2014                        | 0                                           |                                             |
| 82.                                         | 11 oktober 2011                             | Libanon – Koeweit                           | 2 – 2                                       | Kwalificatie WK 2014                        | 0                                           |                                             |
| 83.                                         | 4 november 2011                             | Koeweit – Bahrein                           | 0 – 1                                       | Vriendschappelijk                           | 0                                           |                                             |
| 84.                                         | 11 november 2011                            | Koeweit – Libanon                           | 0 – 1                                       | Kwalificatie WK 2014                        | 0                                           |                                             |
| 85.                                         | 15 november 2011                            | Koeweit – Verenigde Arabische Emiraten      | 2 – 1                                       | Kwalificatie WK 2014                        | 0                                           |                                             |
| 86.                                         | 29 februari 2012                            | Zuid-Korea – Koeweit                        | 2 – 0                                       | Kwalificatie WK 2014                        | 0                                           |                                             |
| 87.                                         | 22 juni 2012                                | Saoedi-Arabië – Koeweit                     | 4 – 0                                       | Arabisch kampioenschap                      | 0                                           |                                             |
| 88.                                         | 25 juni 2012                                | Koeweit – Palestina                         | 2 – 0                                       | Arabisch kampioenschap                      | 0                                           |                                             |
| 89.                                         | 16 oktober 2012                             | Koeweit – Filipijnen                        | 2 – 1                                       | Vriendschappelijk                           | 0                                           |                                             |
| 90.                                         | 8 december 2012                             | Koeweit – Palestina                         | 2 – 1                                       | West-Aziatisch kampioenschap                | 0                                           |                                             |
| 91.                                         | 11 december 2012                            | Koeweit – Oman                              | 0 – 2                                       | West-Aziatisch kampioenschap                | 0                                           |                                             |
| 92.                                         | 14 december 2012                            | Koeweit – Libanon                           | 2 – 1                                       | West-Aziatisch kampioenschap                | 0                                           |                                             |
| 93.                                         | 6 januari 2013                              | Koeweit – Jemen                             | 2 – 0                                       | Golf Cup of Nations                         | 0                                           |                                             |
| 94.                                         | 9 januari 2013                              | Koeweit – Irak                              | 0 – 0                                       | Golf Cup of Nations                         | 0                                           |                                             |
| 95.                                         | 12 januari 2013                             | Koeweit – Saoedi-Arabië                     | 1 – 0                                       | Golf Cup of Nations                         | 0                                           |                                             |
| 96.                                         | 15 januari 2013                             | Verenigde Arabische Emiraten – Koeweit      | 1 – 0                                       | Golf Cup of Nations                         | 0                                           |                                             |
| 97.                                         | 6 februari 2013                             | Thailand – Koeweit                          | 1 – 3                                       | Kwalificatie AK 2015                        | 0                                           |                                             |
| 98.                                         | 21 maart 2013                               | Koeweit – Palestina                         | 2 – 1                                       | Vriendschappelijk                           | 0                                           |                                             |
| 99.                                         | 26 maart 2013                               | Koeweit – Iran                              | 1 – 1                                       | Kwalificatie AK 2015                        | 0                                           |                                             |
| 100.                                        | 6 september 2013                            | Koeweit – Noord-Korea                       | 2 – 1                                       | Vriendschappelijk                           | 0                                           |                                             |
| 101.                                        | 9 september 2013                            | Koeweit – Bahrein                           | 2 – 1                                       | Vriendschappelijk                           | 0                                           |                                             |
| 102.                                        | 9 oktober 2013                              | Jordanië – Koeweit                          | 1 – 1                                       | Vriendschappelijk                           | 0                                           |                                             |
| 103.                                        | 15 oktober 2013                             | Libanon – Koeweit                           | 1 – 1                                       | Kwalificatie AK 2015                        | 0                                           |                                             |
| 104.                                        | 8 november 2013                             | Koeweit – Maleisië                          | 3 – 0                                       | Vriendschappelijk                           | 0                                           |                                             |
| 105.                                        | 15 november 2013                            | Koeweit – Libanon                           | 0 – 0                                       | Kwalificatie AK 2015                        | 0                                           |                                             |
| 106.                                        | 19 november 2013                            | Koeweit – Thailand                          | 3 – 1                                       | Kwalificatie AK 2015                        | 0                                           |                                             |
| 107.                                        | 3 maart 2014                                | Iran – Koeweit                              | 3 – 2                                       | Kwalificatie AK 2015                        | 0                                           |                                             |
| 108.                                        | 4 september 2014                            | China – Koeweit                             | 3 – 1                                       | Vriendschappelijk                           | 0                                           |                                             |
| 109.                                        | 9 september 2014                            | Koeweit – Bahrein                           | 0 – 1                                       | Vriendschappelijk                           | 0                                           |                                             |
| 110.                                        | 10 oktober 2014                             | Jordanië – Koeweit                          | 0 – 1                                       | Vriendschappelijk                           | 0                                           |                                             |
| 111.                                        | 4 november 2014                             | Jemen – Koeweit                             | 1 – 1                                       | Vriendschappelijk                           | 0                                           |                                             |
| 112.                                        | 14 november 2014                            | Koeweit – Irak                              | 1 – 0                                       | Golf Cup of Nations                         | 0                                           |                                             |
| 113.                                        | 17 november 2014                            | Verenigde Arabische Emiraten – Koeweit      | 2 – 2                                       | Golf Cup of Nations                         | 0                                           |                                             |
| 114.                                        | 20 november 2014                            | Koeweit – Oman                              | 0 – 5                                       | Golf Cup of Nations                         | 0                                           |                                             |

Bijgewerkt op 7 januari 2015.

## Erelijst
Qadsia SC
- Landskampioenschap

2002/03, 2003/04, 2004/05, 2008/09, 2009/10, 2010/11, 2011/12, 2013/14
- Bekerwinst

2003, 2004, 2007, 2010, 2012, 2013
- Supercup

2011, 2013, 2014